# 大交镇
大交镇，是中华人民共和国山西省运城市绛县下辖的一个乡镇级行政单位。

## 行政区划
大交镇下辖以下地区：
大交村、大郡村、程景村、浍南村、么头村、范必村、北册村、续鲁村、张村、梅村、堡里村、东贺水村、东杨村、续鲁峪村、中信机电有限公司铁运部社区和中信机电车桥有限责任公司社区。